# Třída Lekiu
Třída Lekiu je třída lehkých fregat Malajsijského královského námořnictva postavených britskou loděnicí Yarrow Shipbuilders (nyní součást koncernu BAE Systems). Fregaty jsou učeny zejména k pobřežnímu hlídkování, ničení hladinových lodí a ponorek. Obě postavené jednotky jsou stále v aktivní službě.

## Pozadí vzniku
Britská loděnice Yarrow v Glasgow postavila dvě fregaty této třídy na základě projektu nesoucího označení F2000. Fregaty se jmenují Lekiu (F30) a Jebat (F29). Do služby vstoupily v březnu a květnu 1999. Podle upraveného projektu typu F2000 vznikla rovněž třída Nakhoda Ragam stavěná pro Brunej.
Jednotky třídy Lekiu:
| Jméno       | Spuštěna         | Vstup do služby    | Status  |
| ----------- | ---------------- | ------------------ | ------- |
| Lekiu (F30) | 27. května 1995  | 18. listopadu 1999 | aktivní |
| Jebat (F29) | 3. prosince 1994 | 7. října 1999      | aktivní |

## Konstrukce

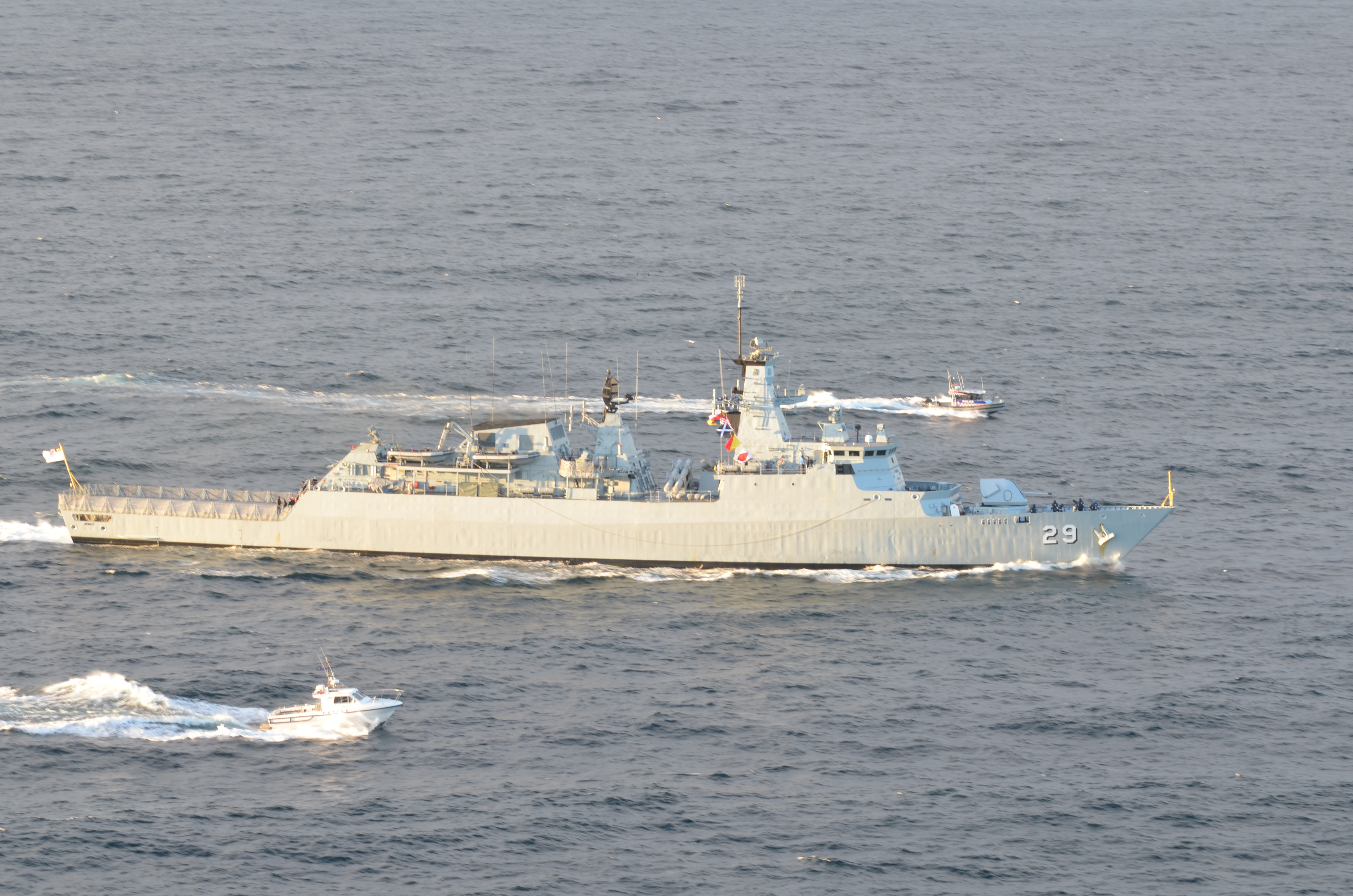
Jebat (F29)

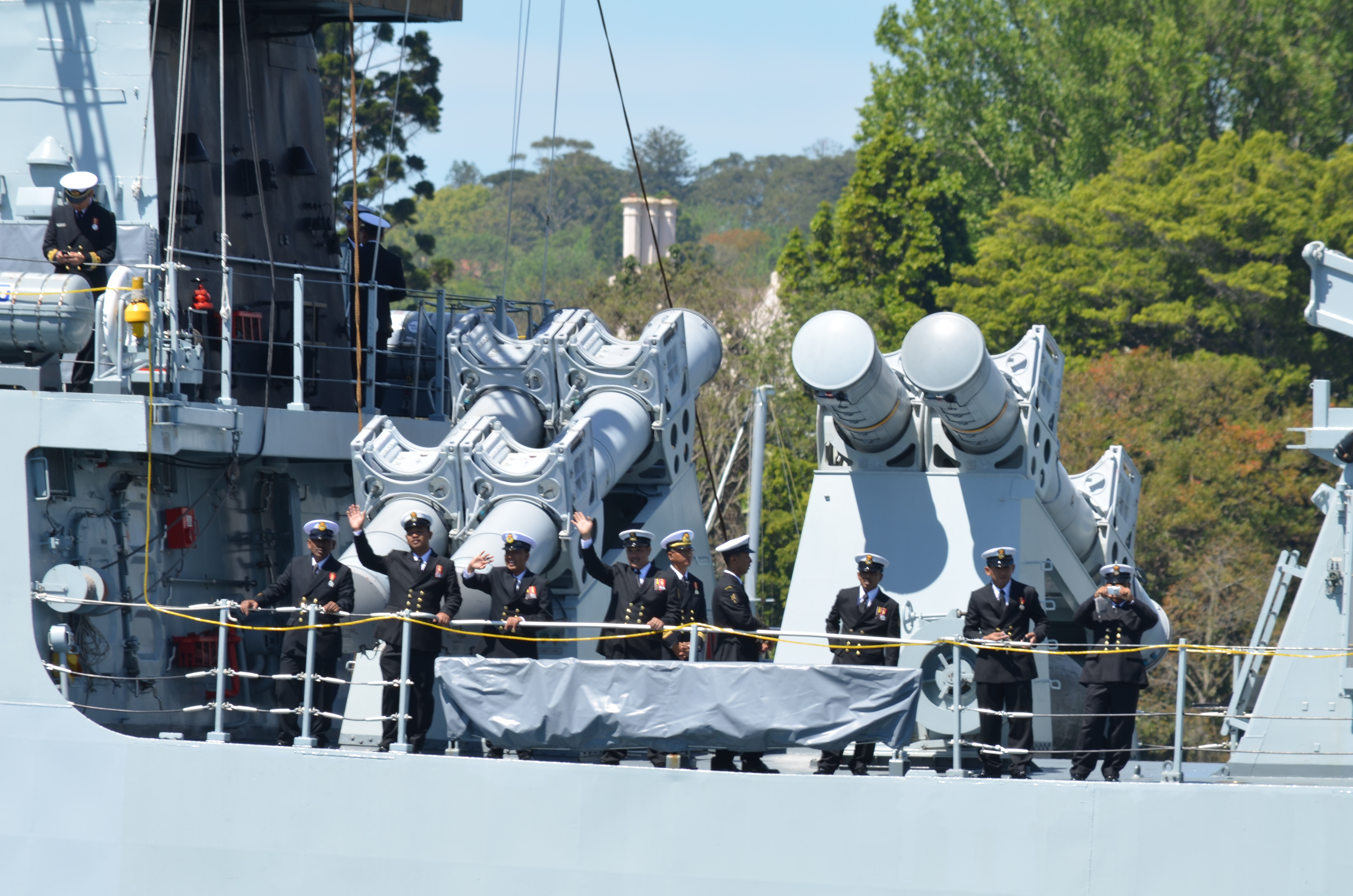
Jebat (F29) – posádka a střely Exocet

Hlavňovou výzbroj fregat tvoří jeden 57mm kanón Bofors L/70 Mk2 v dělové věži na přídi. Doplňují ho dva protiletadlové 37mm kanóny MSI. Hlavní údernou výzbroj fregat představují dva čtyřnásobné kontejnery protilodních střel MM.40 Exocet Block 2 uprostřed trupu. K bodové obraně proti letadlům, vrtulníkům a protilodním střelám slouží řízené střely krátkého dosahu MBDA Seawolf. Střely mají dosah 6 km. Jsou odpalovány z šestnáctinásobného vertikálního vypouštěcího sila na přídi. Protiponorkovou výzbroj tvoří dva trojité 324mm torpédomety Eurotorp B515, využívající lehkých protiponorkových torpéd Whitehead A244S. Fregaty mají přistávací palubu a hangár pro jeden vrtulník AgustaWestland Lynx.
Pohonný systém je koncepce CODAD. Tvoří ho čtyři diesely MTU 20V 1163 TB93, roztáčející dvojici lodních šroubů. Nejvyšší rychlost dosahuje 28 uzlů.

### Modernizace
V letech 2015–2016 fregaty prošly střednědobou modernizací. Mimo jiné dostaly radar Terma SCANTER 6000 a nový systém Northrop Grumman Sperry Marine Vision Master. Roku 2018 byla navíc objednána modernizace jejich komunikačních systémů.